# باتريك برين
باتريك برين (بالإنجليزية: Patrick Breen)‏ مواليد 26 أكتوبر 1960 في بروكلين، نيويورك، الولايات المتحدة، هو ممثل وكاتب سيناريو أمريكي بدأ مسيرته الفنية عام 1968.

## الأعمال
- عقول إجرامية
- ذا غود وايف
- شبح هامس
- إي آر
- ايلي ستون
- بوشنغ ديزيز
- بوسطن ليغال
- سي اس آي: التحقيق في موقع الجريمة
- مونك
- ويل وغريس

## وصلات خارجية
- باتريك برين على موقع IMDb (الإنجليزية)
- باتريك برين على موقع ألو سيني (الفرنسية)
- باتريك برين على موقع أول موفي (الإنجليزية)
- باتريك برين على موقع قاعدة بيانات برودواي على الإنترنت (الإنجليزية)
- باتريك برين على موقع قاعدة بيانات برودواي على الإنترنت (الإنجليزية)
- باتريك برين على موقع قاعدة بيانات برودواي على الإنترنت (الإنجليزية)
- باتريك برين على موقع قاعدة بيانات الأفلام السويدية (السويدية)
- باتريك برين على موقع إن إن دي بي (الإنجليزية)
- باتريك برين على موقع قاعدة بيانات الفيلم (الإنجليزية)
- باتريك برين على موقع كينوبويسك (الروسية)